# Karl Ove Knausgård
Karl Ove Knausgård [ˈkɑːɭ ˈuːvə ˈknæʉsˌgɔːɾ] (Oslo, 6 de dezembro de 1968) é um escritor norueguês.

Passou a sua infância em Tromøy, Arendal, e estudou História da Arte e Literatura na Universidade de Bergen (Noruega).
Iniciou a sua carreira literária em 1998 com o romance Ute av verden (Fora do mundo), pelo qual foi galardoado com o Prémio Crítica (Noruega).

Em 2005, Karl Ove Knausgård foi nomeado para o Prémio de Literatura do Conselho Nórdico, pelo seu segundo romance - En tid for alt (Um tempo para tudo).

Atualmente, Karl Ove Knausgård vive em Londres (Inglaterra), com sua esposa atual, Michal Shavit, e seus quatro filhos do casamento anterior com Linda Boström.
Em 2016, visitou o Brasil para o lançamento do quarto volume do romance autobiográfico e monumental A Minha Luta. Fez palestras na FLIP em Paraty e na Livraria Cultura em São Paulo.

## Alguns prémios e distinções
- Prémio Crítica (Noruega) 1998  para Ute av verden (Fora do mundo)
- Prémio Brage 2009, para Min kamp. Første bok (A minha luta. Primeiro livro)